# 趙経寰
趙 経寰（ちょう けいかん、1934年（康徳元年）11月22日 - 2022年（令和四年）11月29日）は中国の満洲族出身の近代芸術巨匠であり、著名な美学理論家で大学教授である。また中国民主促進会の中央委員であり、中国国務院政首批府特殊津貼専門家であり、中国の「五一労働賞章」受賞者であり、中国の「優秀版画家」の称号を獲得しています。国際版画研究会の常務理事であり、中国美術家協会の会員であり、遼寧省政協委員であり、遼寧省版画学会の副会長であり、遼寧省突出貢献専門家でもあります。
趙経寰は、中国の版画芸術の代表的な人物であり、中国のシルクスクリーン版画、総合版画、形式美学の基礎を築いた人物です。1999年に大連市経済技術開発区総工会によって、趙経寰の作品の展示館が設立されましたが、現在は閉鎖されています。彼は、『中華人民共和国国史大辞典』、『20世紀中国人物伝記索引』、『中国現代美術年鑑（地方志）- 大連巻』、『中国新興版画発展史』、『中国現代版画史（1931-1991）』、『20世紀中国版画文献』、『中国版画名家ケーススタディ』、『中国版画年鑑』、『美術辞林』などの資料に収録されています。

## 人物生平
1934年、奉天省撫順県英守堡子村（現今遼寧省撫順市撫順県石文镇英守村）に生まれ、祖籍は河北省束鹿県（現今の河北省石家荘市辛集市）です。
1957年に中央工芸美術学院（現在の清華大学美術学院）に入学しましたが、「内部の右派分子」として学籍を取り消され、1979年に名誉回復されました。
1958年、王秀一と結婚しました。
1965年、遼寧省美術家協会版画創作班に借り出され、副班長に任命され、朱鳴崗、陳尊三、李福来、全显光などとともに大型のグループ作品「鉱山の怒り」を制作しました。1966年、辽宁省美術協会からの転属通知が出されましたが、「文化大革命」の突発的な事件によって挫折し、以後基層での教育に従事しました。
1972年、「学好社会主義文化課」の宣伝画を制作し、「模範画」として『人民日報』と全国の省紙が同時に発表し、『人民中国』の日本語版の表紙に掲載され、関連ドキュメンタリー映画が撮影され、全国的な影響を与えました。1973年、年画「レイフンおじさんと一緒に」を制作し、遼寧美術出版社から出版され、魯迅美術学院に収蔵されました。1982年、『新観察』誌に「趙経寰のシルクスクリーン版画」が掲載され、『漁場』『二人の少女』『海の娘』『林泉』など6点の作品が掲載され、シルクスクリーン印刷とシルクスクリーン版画に関する中国初の論文「シルクスクリーン印刷とシルクスクリーン版画」が発表されました。
1983年、撫順市で初めて個展を開催し、新しい技法の実験作品133点を展示しました。魯迅美術学院の院長である張望、遼寧美術出版社の社長である趙敏、『版画世界』の編集長である李平凡、そして中央美術学院版画系の主任である宋源文などが参加しました。
1985年に、趙経寰は『美術』誌上に「絵画肌理美について」という論文を発表し、その後『人民大学複写資料』に転載されました。これは中国において、筆触の質感を探究した最初の論文であり、重大な影響をもたらしました。その後、湖南美術出版社はこの論文を元に、シリーズの書籍を出版しました；民主党派の優れた個人として四つの現代化のために奉仕した功績により、国家主席の李先念氏、政協主席の鄧氏らの国家指導者に接見され、人民日報に賞の受賞者リストが発表されました。
1986年、日本の大阪で個展を開催し、毎日新聞、読売新聞、産経新聞が評価と作品を発表し、東京の「版画芸術」誌で「現代中国の『三版』版画と私の新技法」という記事と作品を発表しました。全国五一労働賞を受賞し、国際版画研究会の常務理事に任命されました。
1987年、『美苑』誌に「黄金律と形式美の法則」を発表し、『人民大学複写資料』に転載された。また、『美術』誌に「現代アートの社会的効用」を発表し、同様に『人民大学複写資料』に転載された。
1988年、撫順市教育学院芸術系主任・講師として、遼寧省人事庁によって異例の昇進で教授職に就任。遼寧省の優秀な専門家称号を授与され、『撫順教育学報』に「補色原理について」という論文を発表し、『人民大学複写資料』に掲載された。11月、中国民主促進会第8期中央委員に選出された。
1989年、韓国の『世界現代版画』誌にて、「壁画風格」シリーズの『創造と消亡』を含む7点の作品が発表され、ソウル美術公論社によって収蔵されました。
1991年、日本の東京にあるWAK画廊が、趙経寰の作品200本以上を収蔵。また、日本の『版画芸術』誌では1995年まで、木版画を制作し、批評が掲載された。『光明日報』も、「世界の版画芸術の殿堂に輝く人」という記事を掲載し、趙経寰の業績を紹介した。
1992年、高等教育に優れた貢献をしたため、国務院より政府特別津貼を授与された。12月には、中国民主促進会第9期中央委員に選出された。
1993年には、東京で第3回アート博覧会で個展を開催し、初めて「平頂山の中秋」のシリーズ作品を展示しました。また、東京のWAK画廊で版画コレクションの個展を開催し、『中国現代美術界名人録』に収録されました。
1994年、ドイツで開催された「閃光計画」版画家世界展に招待され、参加。1996年には魯迅版画賞（中国優秀版画家称号）を受賞しました。
1998年に、中国初の形式美学専門書である『形式美学入門』を執筆し、遼寧美術出版社から出版されました。
2013年、中国国家郵政局は、趙経寰が中国の文化芸術産業において重大な業績を挙げたことを讃え、『中国現代書画名家・趙経寰作品』を記念する切手6種を発行しました。
2014年、人民美術出版社から『中国近現代名家画集・趙経寰』が出版された(この本は中国美術界の最高栄誉だ)。これは初めて版画家の画集である。また、論文「形式美ノ根—マルクスの形式美に関する三つの問いにどう答えるか」は、『文史哲』誌上で発表され、『新華文摘』に転載された。。
2016年、趙経寰氏の論文「数律化美学模型と形式美学体系」が「文史哲」誌に掲載され、「高等学校文科学术文摘」と「人民大学複写資料」に転載された。この論文は、中国美学分野で初めて「科学形式美学」を提唱したものである。また、大連美術館で「揭開美的奥秘——趙経寰芸術探索60年回顧展」が開催され、同名の画集が印刷され、学術研究会が開催された。2018年には、「視覚形式美学——基于DNA元美学」が科学出版社から出版された。この本は、中国美学分野で初めて「美が生命遺伝分子DNAの二重螺旋構造に由来する」という論説を提唱したものであり、中国で初めての科学形式美学の専門書であり、「美の起源」という問いに自然科学の観点から初めて回答したものである。
2019年4月、中央美術学院の招待により、「DNA元美学」に関する講演を中央美術学院の教員や学生に行った。8月には、美学学会の招待により、「美が生命遺伝分子DNAの二重螺旋構造に由来する」という主張を行う「視界融合：美学、文芸学与芸術学的理论建构」全国学術研討会に参加し、発表を行った。
2021年、中国の新興版画運動の90周年記念展に参加しました。中国版画博物館から「中国版画芸術巨匠、著名ナ美学理論家」という栄誉称号が授与され、また「平頂山中秋」など86点の作品が収蔵されました。
2022年8月、中国版画博物館で「趙経寰版画芸術研究展」が開催されました。11月29日、凌晨2時30分に大連の自宅で亡くなり、中国版画博物館などから追悼の声明が発表されました。

## 芸術成就
趙経寰氏は、木版画、水印版画、シルクスクリーン版画、重彩写意などの分野で美術創作を行っており、中国の美術展に27回、国際的な美術展に42回、国内外の個展に11回参加し、5冊の版画集を出版しています。彼は新中国美術界で最初に海外に出展した美術家の一人であり、シルクスクリーン印刷、プラスチック版画などの新興版画技術を翻訳、紹介、普及させた新中国で最初の美術家の一人でもあります。彼が参加した主要な中国美術展には、シルクロード美術作品展（1989年）、抗日戦争勝利50周年記念展（1995年）、中国版画100年展（2000年）、復興ノ道ト現代中国美術成就展（2011年）、新興版画運動90周年記念展（2021年）などがあります。また、主要な海外美術展には、日本・中国現代版画展（1985年）、アメリカ・国際版画巡回展（1987年）、香港・中国現代版画展（1987年）、イタリア・中国現代版画世界巡回展（1992年）、ドイツ・12カ国12人フラッシュプログラム世界巡回展（1994年）、韓国・韓日中現代版画展（2001年）、欧州・魯迅ト中国版画欧州巡回展（2020年）などがあります。さらに、主要な国内外の個展には、趙経寰大阪画展（1986年）、趙経寰東京画展（1992年）、趙経寰ニューヨーク招待展（1999年）、趙経寰作品60年回顧展（2016年）、趙経寰版画芸術研究展（2022年）などがあります。彼の作品は、日本の版画専門誌「版画芸術」に4年間にわたって掲載され、5つの言語の単行本が出版され、作品「平頂山の中秋」は世界中に発行されました。
趙経寰氏の作品の中で、「壁画風格系列」と「平頂山ノ中秋」の組画は版画史上の名作となりました。「盲童走過リ」「富貴図」「谛聴」などの彩墨作品は現代中国画の新進作品となりました。「老人像」「荷」などのiPad版画は、中国のデジタル版画の新しい局面を開拓しました。趙経寰の作品は、ユネスコ、大英博物館、メトロポリタン美術館など、世界美術センターや多数の国立美術館に収蔵されています。また、中国美術館、中国版画博物館、広東美術館、関山月美術館、炎黄美術館、遼寧省博物館など、中国の多くの美術館にも所蔵されており、国内外の公共コレクションは500本以上にのぼります。
趙経寰氏は、「美術」、「美術報」、「世界美術」、「美苑」、「文史哲」などのCSSCI誌に70本以上の論文を発表し、うち27本が「人大複印」に転載され、1本が「新華文摘」に転載され、専著5冊を出版しています。その中で、「シルクスクリーン印刷と版画」は、中国で最初にシルクスクリーン版画技法を紹介した論文です。また、「絵画ノ質感美について」、「黄金律と形式美ノ法則」、「補色原理についてノ考察」などの論文は、中国の形式美研究の先駆けとなっています。そして、「形式美学入門」は黄金律を方法論として採用し、「形式の弁証法」を提唱し、中国で最初の形式美学専著となり、中国の形式美学の基礎を築きました。また、「形式美ノ根源-マルクスの形式美三問に答える方法」、「数理化された美学モデルと形式美学体系フレームワーク」、「視覚形式美学-DNA元美学に基づく」などの論文や専著は、中国美学領域で初めて「科学形式美学」を提唱し、「美の起源」に自然科学の観点から初めて回答し、「黄金律美学モデル」を確立し、DNAを指し示し、その二重螺旋構造とDNAの関係を発見し、美学の基礎的な問題に突破的な進展をもたらしました。彼は生命遺伝子の微視的領域に美の起源の視点を導入することを率先し、生物遺伝子と美学の黄金律を結びつけ、科学観念における美学研究に新たな貢献をしました。

## 参考資料
1. ↑  张晋藩等. 中华人民共和国国史大辞典[M]. 黑龙江人民出版社, 1992.
2. ↑  复旦大学历史系资料室. 二十世纪中国人物传记资料索引·第四册[M]. 上海辞书出版社, 2010.
3. ↑  齐凤阁. 中国新兴版画发展史[M]. 吉林美术出版社, 1994.
4. ↑  齐凤阁. 20世纪中国版画文献[M]. 人民美术出版社, 2002.
5. ↑  齐凤阁. 中国版画名家个案[M]. 岭南美术出版社, 2021.
6. ↑  李习勤. 美术辞林·版画艺术卷[M]. 陕西人民美术出版社, 1992.
7. ↑  赵经寰.赵经寰年表记事.抚顺:抚顺市文史馆文史资料第二辑,2004年
8. ↑  《每日新聞》昭和61年4月10日《あたたかく軟らかく 中国現代版画趙氏作品展》
9. ↑  《読売新聞》昭和61年4月9日《中国の民俗性 近代版画で》
10. ↑  《産経新聞》昭和61年4月《力強い中にも繊細さ……》
11. ↑  赵经寰. 現代中国の「三版」版画と私の新技法[J]. 版画芸術, 1987(53)：173.
12. ↑  赵经寰. 黄金律与形式美法则[J]. 美苑, 1987(3).
13. ↑  赵经寰. 现代艺术的社会效益[J]. 美术, 1987(07):30-31+36-37.
14. ↑  赵经寰. 试论补色原理[J]. 抚顺教育学报, 1988(3).
15. ↑  戈德等. 中国当代艺术界名人录[M]. 社会科学文献出版社, 1993.
16. ↑  Zhao, Jinghuan; 趙經寰 (1998). Xing shi mei xue ru men (Di 1 ban ed.). Shenyang Shi: Liaoning mei shu chu ban she. ISBN 7-5314-1841-X. OCLC 495439061
17. ↑  Zhao, Jinghuan; 赵经寰 (2014). “Zhong guo jin xian dai ming jia hua ji / Zhao jing huan.”. 中国近现代名家画集·赵经寰 (Di 1 ban ed.). Beijing: Ren min mei shu chu ban she. ISBN 978-7-102-07034-6. OCLC 953277421
18. ↑  张天一. ““揭开美的奥秘——赵经寰艺术探索60年回顾展”访谈”. 艺术工作 (2016(6)):  3.
19. ↑  赵经寰. “赵经寰艺术探索60年回顾展”. 美术报 (2016/3/12):  37-39.
20. ↑  “赵经寰60年艺术回顾展亮相大连美术馆” (英語). www.sohu.com. 2022年1月18日閲覧。
21. ↑  “存档副本”. 2022年11月29日時点のオリジナルよりアーカイブ。2022年11月29日閲覧。
22. ↑  “存档副本”. 2022年11月29日時点のオリジナルよりアーカイブ。2022年11月29日閲覧。
23. ↑  https://mp.weixin.qq.com/s?__biz=MzU3NTE2MTQxNA==&mid=2247506634&idx=1&sn=ee16b8212ee8fc3a8dfbc5952b3bef84&chksm=fd25cfe3ca5246f575c2b49ad9b28dba6a6b9f0f0bae1b0544313b5acf96992d3951ff695399&mpshare=1&scene=23&srcid=11294HAAdiiToMdlQXPuVzqy&sharer_sharetime=1669732340134&sharer_shareid=66202fa5c70c7975ead0c3a4c1852937#rd アーカイブ 2022年12月2日 - ウェイバックマシン.
24. ↑  赵经寰. 丝网印刷与丝网版画[J]. 新观察, 1982(11)
25. ↑  赵经寰. 论绘画肌理美[J]. 美术, 1985(11):5.
26. ↑  赵经寰. 黄金律与形式美法则[J]. 美苑, 1987(3).
27. ↑  赵经寰. 试论补色原理[J]. 抚顺教育学报, 1988(3).
28. ↑  赵经寰. 形式美学入门[M]. 辽宁美术出版社, 1998.
29. ↑  赵经寰. 形式美之根:如何回答马克思的“形式美三问”[J]. 文史哲,2014(01):5-26+165.
30. ↑  赵经寰. 数律化美学模型和形式美学体系框架[J]. 文史哲,2016(02):137-154+167.
31. ↑  赵经寰. 视觉形式美学——基于DNA元美学[M]. 科学出版社, 2018.